# Río Inia
El río Inia (también transliterado como Inya o Inja) (en ruso Река Иня) es un río de la parte meridional de la Siberia Occidental rusa, uno de los afluentes del río Obi en su curso alto. Tiene una longitud de 663 km y drena una cuenca de 17.600 km² (similar a Kuwait). 
Administrativamente, el río discurre por el Óblast de Kemerovo y el Óblast de Novosibirsk de la Federación Rusa.

## Geografía
El río Inia nace a unos 300 metros de altura, en las alturas del corazón de la Kuzbass (contracción de cuenca de Kuznetsk, la mayor cuenca carbonífera de Siberia y una de las mayores del mundo). El río cruza el óblast de Kemerovo de este a oeste y entra luego en el óblast de Novosibirsk. Finalmente, desemboca en el río Obi por la derecha, al sur de Novosibirsk (1.425.708 hab. en 2002), y cerca de la ciudad de Inskaïa. 
Los principales afluentes del río Inia son los ríos Kasma (Касьма), Our (Ур) y Batchat (Бачат) (22,5 km). 
El río atraviesa, en Kemerovo, las ciudades de Polysayevo (28.151 hab.) y Leninsk-Kuznetsky (112.253 hab.); y, en Novosibirisk, Toguchin (22.179 hab). El río Inia fluye a través de una región bastante poblada y es atravesado por varias líneas de ferrocarril: la Novosibirsk-Barnaul, la circunvalación de Novosibirsk para trenes de mercancías que operan en el Transiberiano y la Iourga-Novokuznetsk. Además, otras vías férreas y la carretera Novosibirsk-Novokuznetsk discurren por el valle del río. 
El río Inia se congela desde mediados de noviembre a mediados de abril. En los meses estivales, el río es navegable y se utiliza para el transporte de madera flotante.

## Hidrología
La superficie de su cuenca es 17.600 km². En la localidad de Berioskova, a 30 km de la desembocadura, su caudal medio es de 47 m³/s (con un mínimo en febrero de 8,6 m³/s, y un máximo en mayo de 195 m³/s). Cerca de la confluencia con el río Obi tiene una anchura de 60 m, una profundidad de 1,5 m y la velocidad de la corriente es de 0,2 m/s. 